# Matemática egípcia antiga
A matemática egípcia antiga é a matemática que foi desenvolvida e usada no Antigo Egito por volta de c. 3000 a 300 a.C., do Império Antigo até aproximadamente o início do Reino Ptolemaico. Os antigos egípcios utilizavam um sistema numérico para contar e resolver problemas matemáticos escritos, muitas vezes envolvendo multiplicação e frações. A evidência para a matemática egípcia é limitada a uma quantidade escassa de fontes sobreviventes escritas em papiro. A partir desses textos, sabe-se que os antigos egípcios entendiam conceitos de geometria, como determinar a área de superfície e volume de formas tridimensionais úteis para engenharia arquitetônica, e álgebra, como o método da posição falsa e equações quadráticas.

## Visão geral
Evidências escritas do uso da matemática datam de pelo menos 3200 a.C. com os rótulos de marfim encontrados na Tumba U-j em Abidos. Esses rótulos parecem ter sido usados como etiquetas para bens funerários e alguns são inscritos com números. Outras evidências do uso do sistema numérico decimal podem ser encontradas no Narmer Macehead, que mostra oferendas de 400 000 bois, 1 422 000 cabras e 120 000 prisioneiros. Evidências arqueológicas sugerem que o antigo sistema de contagem egípcio teve origens na África Subsaariana. Além disso, os desenhos de geometria fractal que são difundidos entre as culturas da África Subsaariana também são encontrados na arquitetura egípcia e nos signos cosmológicos.
A evidência do uso da matemática no Império Antigo (c. 2690–2180 a.C.) é escassa, mas pode ser deduzida de inscrições em uma parede perto de uma mastaba em Meidum que fornece diretrizes para a inclinação da mastaba. As linhas no diagrama estão espaçadas a uma distância de um côvado e mostram o uso dessa unidade de medida.
Os primeiros documentos matemáticos verdadeiros datam da 12.ª Dinastia (c. 1990–1800 a.C.). O Papiro de Moscou, o Rolo de Couro Matemático Egípcio, o Papiro de Lahun, que fazem parte da coleção muito maior de Papiros de Kahun e o Papiro 6619 de Berlim, todos datam desse período. O Papiro de Rhind que data do Segundo Período Intermédio (c. 1650 a.C.) é baseado em um texto matemático mais antigo da 12.ª dinastia.
O papiro de Moscou e o papiro de Rhind são os chamados textos de problemas matemáticos. Eles consistem em uma coleção de problemas com soluções. Esses textos podem ter sido escritos por um professor ou aluno envolvido na resolução de problemas típicos de matemática.
Uma característica interessante da matemática egípcia antiga é o uso de frações unitárias. Os egípcios usavam alguma notação especial para frações como ⁠1/2⁠, ⁠1/3⁠ e ⁠2/3⁠ e em alguns textos para ⁠3/4⁠, mas outras frações foram todas escritas como frações unitárias da forma ⁠1/n⁠ ou somas dessas frações unitárias. Os escribas usavam tabelas para ajudá-los a trabalhar com essas frações. O Rolo de Couro Matemático Egípcio, por exemplo, é uma tabela de frações unitárias que são expressas como somas de outras frações unitárias. O Papiro de Rhind e alguns dos outros textos contêm ⁠2/n⁠ tabelas. Essas tabelas permitiam que os escribas reescrevessem qualquer fração da forma ⁠1/n⁠ como uma soma de frações unitárias.
Durante o Império Novo (c. 1550–1070 a.C.) problemas matemáticos são mencionados no Papiro de Anastasi I literário, e o Papiro de Wilbour da época de Ramessés III registra medições de terras. Na aldeia de trabalhadores de Deir Almedina foram encontrados vários óstracos que registram volumes de sujeira removidos durante a extração dos túmulos.